# Amore e dolore
Amore e dolore è un dipinto del 1895 di Edvard Munch chiamato spesso anche Il vampiro, anche se non da Munch. Il dipinto raffigura un uomo e una donna che si abbracciano, con la donna che sembra baciare o mordere l'uomo sul collo. Munch dipinse sei diverse versioni dello stesso soggetto tra il 1893 e il 1895. Tre sono nella collezione del Museo Munch di Oslo, una è esposta nel Museo d'arte di Göteborg, una è di proprietà di un collezionista privato e l'opera finale è dispersa. Munch dipinse diverse versioni aggiuntive e derivate dell'opera più avanti nel corso della sua carriera.

## Descrizione
Il dipinto mostra una donna con lunghi capelli rosso fuoco che bacia un uomo sul collo, mentre la coppia si abbraccia. Sebbene altri abbiano visto in esso "un uomo rinchiuso nell'abbraccio torturato di un vampiro, i suoi capelli rosso fuoco che correvano lungo la sua morbida pelle nuda", lo stesso Munch ha sempre affermato che non mostrava altro che "solo una donna che bacia un uomo sul collo".
Il dipinto fu inizialmente intitolato Vampiro dall'amico di Munch, il critico Stanisław Przybyszewski che lo aveva visto in mostra e lo descrisse come "un uomo che è diventato sottomesso e sul suo collo una faccia da vampiro che morde".

### Versioni

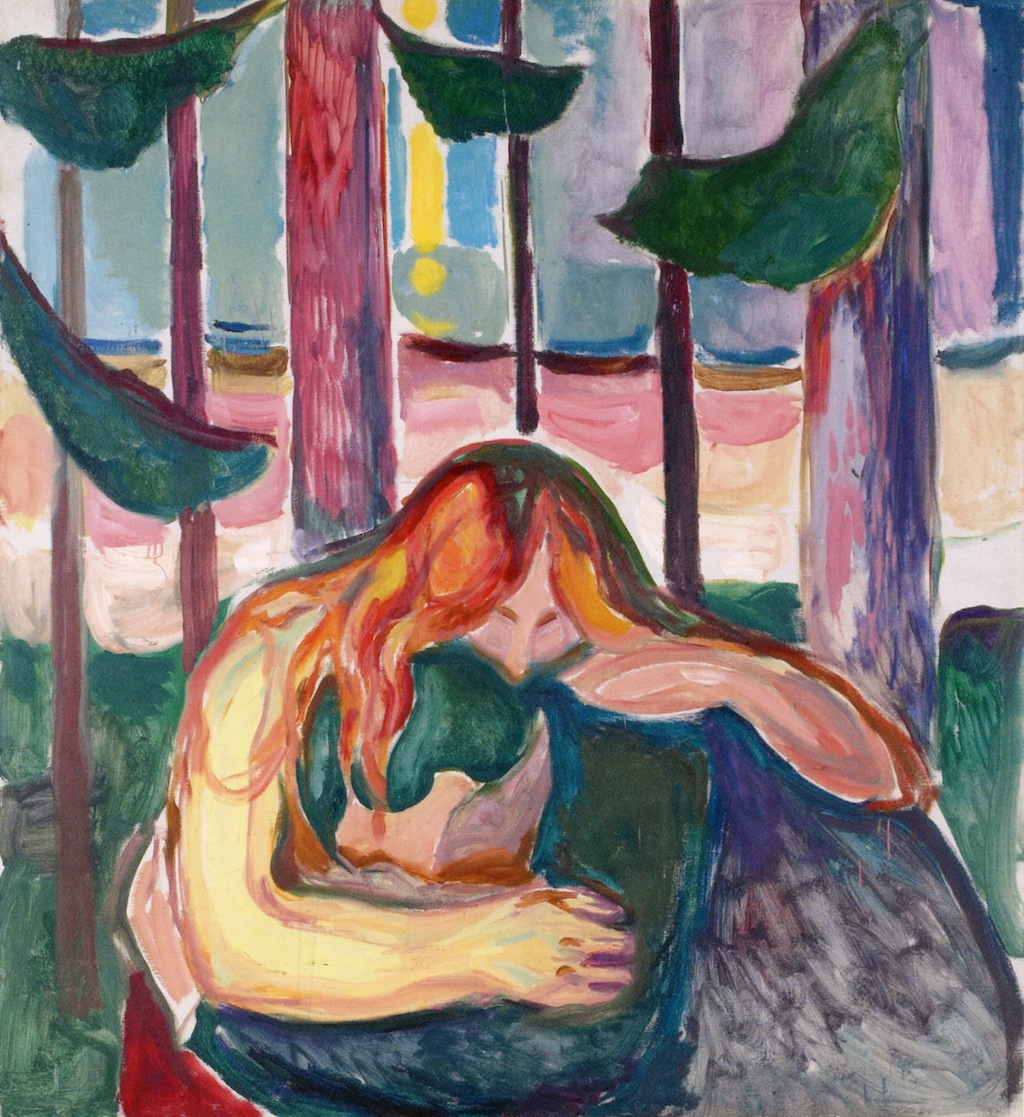
Vampiro nella foresta (1916-18)

Una versione del dipinto è stata rubata dal Museo Munch il 23 febbraio 1988. È stata recuperata più tardi nello stesso anno, quando il ladro ha contattato la polizia.
Nel 2008, a un'asta di Sotheby's, una versione del dipinto del 1894 è stata venduta per 38,2 milioni di dollari e ha stabilito il record mondiale per asta di un dipinto di Munch 
Nel 1895, Munch creò una xilografia con un tema e una composizione molto simili, nota come Vampyr II.
Nel 1916-1918, Munch riutilizzò la composizione in un ambiente diverso per due dipinti chiamati Vampire in the Forest e Vampire, attualmente nella collezione del Munch Museum ad Oslo. 

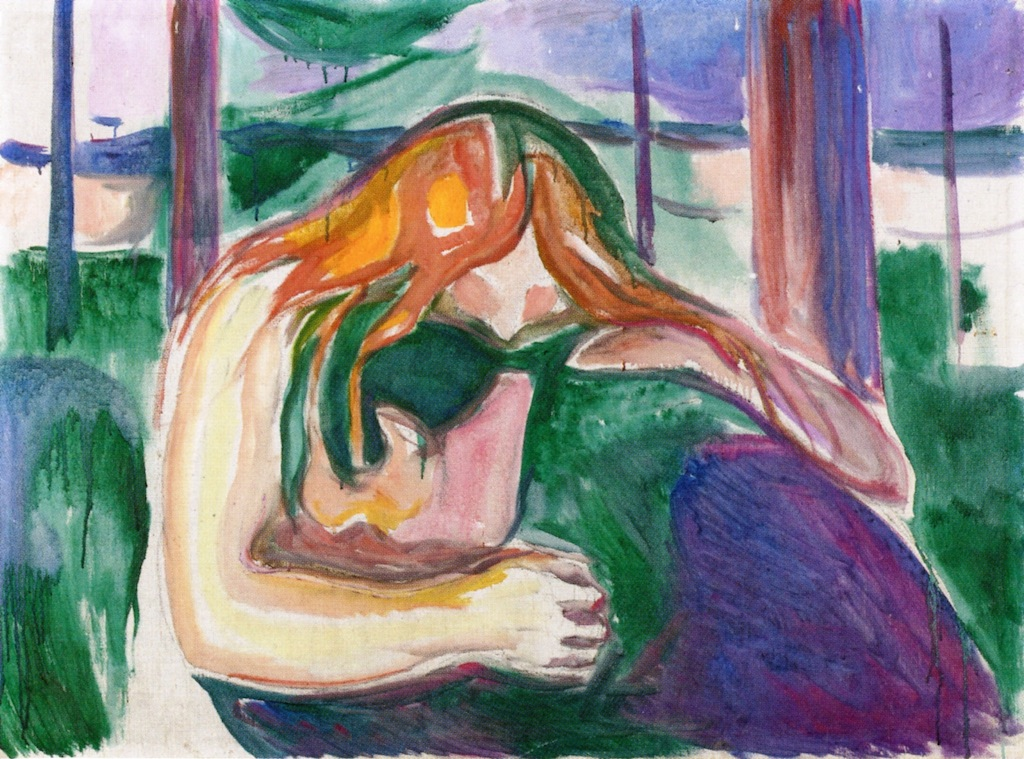
Vampiro (1916-18)
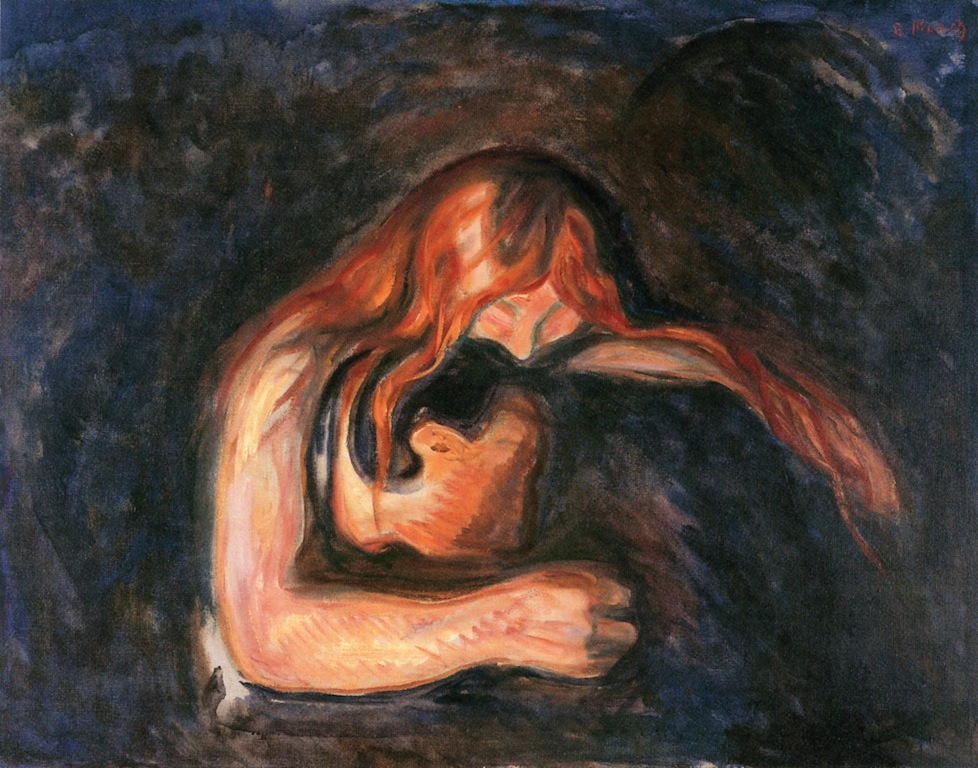
Vampiro (1916-18)